# JR北海道マヤ35形客車

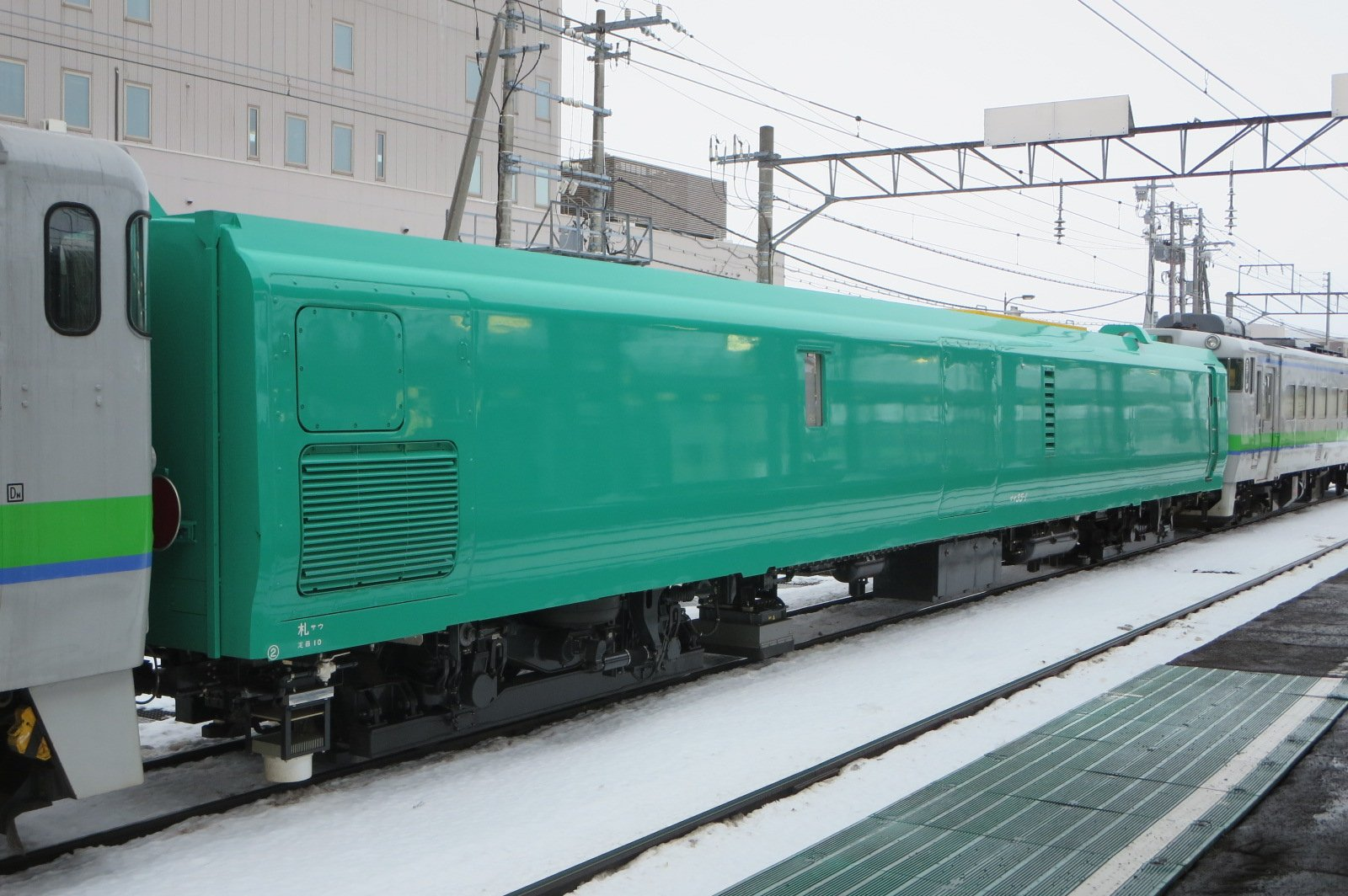
側面帯が無い本格導入前のマヤ35形

マヤ35形客車（マヤ35がたきゃくしゃ）は、北海道旅客鉄道（JR北海道）の軌道検測用の事業用客車である。

## 概要

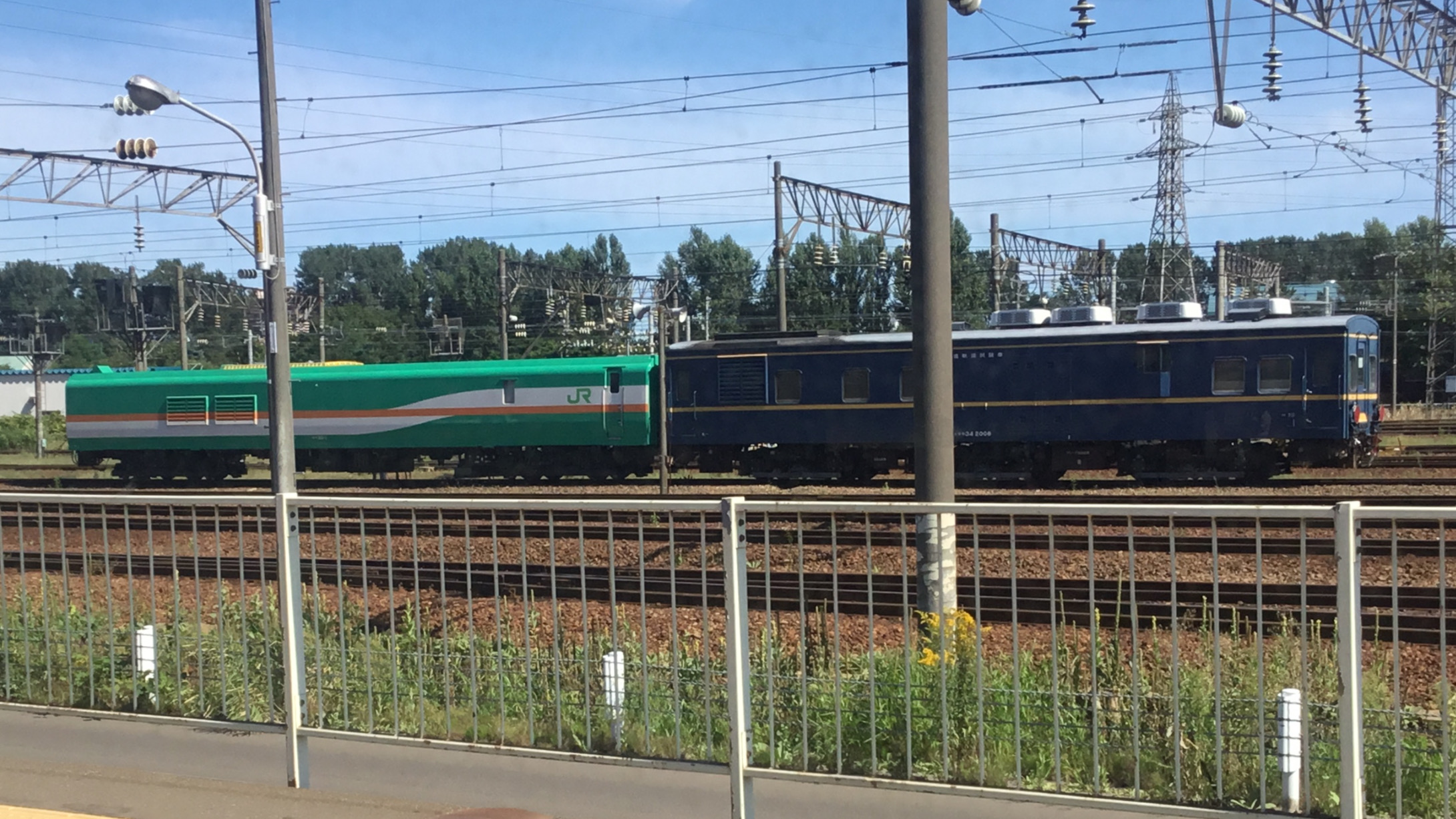
マヤ35-1（左）とマヤ34 2008（右）（札幌運転所、2018年9月2日撮影）

国鉄から継承したマヤ34形高速軌道検測車の後継として、東日本旅客鉄道（JR東日本）のE491系電車（East i-E）をベースに開発・導入された。動力は持たず、他の気動車や機関車にけん引される客車であるが、将来自走できる電気検測車を組み込み総合検測車を構成することも計画されている。日立製作所で製造された。
形式は重量記号・用途記号は国鉄客車の車両形式に準じ、番号部分はマヤ34の次として「35」が付番された。

### 導入の経緯
JR北海道発足以来軌道検測に用いられていたマヤ34形（マヤ34 2008）は経年により老朽化が進みメンテナンスが困難になりつつあった。
また、2011年（平成23年）の石勝線脱線火災事故以降、JR北海道社内で続発した事故・不祥事を受けて、JR北海道は国土交通省から2014年（平成26年）に「輸送の安全に関する事業改善命令および事業の適切かつ健全な運営に関する監督命令」を受けているが、これを受け2015年（平成27年）3月20日に「安全投資と修繕に関する5年間の計画」を公表し、2017年（平成29年）度中の「軌道・電気総合検測車」の導入が計画されることとなった。
当初は、2014年（平成26年）の試作車落成後に開発中止されたキハ285系気動車（2015年車籍抹消）の転用も検討されていたが、2016年（平成28年）には転用ではなく軌道検測車の新製とする方針が決まった。
実車は2017年（平成28年）4月12日に正式に導入が発表され、同年5月17日付で落成した。導入費用は約14億円であり、国の支援が行われた。
落成後は1年間にわたる試験ののち、2018年（平成30年）4月5日に報道陣に公開され、同年4月10日から既存の気動車や機関車にけん引される形で検測を開始した。

## 構造

### 車体
構造・断面をE491系と同一とした20 m 級（21,300 mm）のアルミニウムダブルスキン構造（A-train）車体で、溶接にはFSWを使用した。床面高さは1,140 mmであるが、貫通路部分のみ併結するキハ40形気動車（後述）とあわせ1,270 mmとなっている。
外観上の窓や扉は前後の妻引戸、1位側と4位側に点対称に設けた側開戸、測定室の落とし窓以外になく、落とし窓についてはポリカーボネートとなっている。後部標識灯は貫通路上部に装備される。
外装は北海道新幹線用のH5系と同じ緑をベースにした塗装を採用し、紅葉をイメージしたオレンジと雪原をイメージした白のアクセントが入る。

### 車内
前位側半分が測定室、後位側半分が電源室となっている。

### 測定室
車端部よりの半分が電源装置や検測装置となっており、車体中央よりの半分がモニタや作業台を設けた測定室となっている。出入り台の扉のない側には床置き型の空調装置が設けられている。

### 電源室
発電機と燃料タンク（750L）、ハロン消火設備を装備する。出入り台の扉のない側には動揺加速度検出器を設置する。

### 主要機器
測定機器については速度は2 - 110km/hの範囲、外気温は-20℃ - 50℃の範囲で検測を行うことが可能である。

### 台車
E491系をベースにJR北海道で使用している検修部品と極力共通化を図った検測装置付きの円筒積層ゴム支持ボルスタレス台車、N-TR35形台車を装備する。検測方式は光学式および電磁式のレール変位検出器を用いた2台車非接触式で、従来困難だった積雪期の変位検測が可能となった。車輪径は860 mmである。

### ブレーキ装置
ブレーキ方式は自動空気ブレーキとし、留置ブレーキ・保安ブレーキは装備しない。ブレーキ装置は基礎ブレーキ装置には踏面片押し式ユニットブレーキを採用し、制輪子は合金鋳鉄制輪子である。

### 電源装置
発電装置として防音型エンジン発電機（デンヨーDCA-124LSI形）を装備し、440 V 60 Hz 125 kVA　を供給する。この電源装置は将来総合検測車となった際に3両分の装置向け電力を供給できるようになっている。

### 空調・暖房装置
E491系と同一の床置き式空調装置AU405形を装備し、測定室内の冷房・換気に用いる。暖房は測定室内にシーズ線ヒータ（計1000W）を装備する。

## 配置・運用

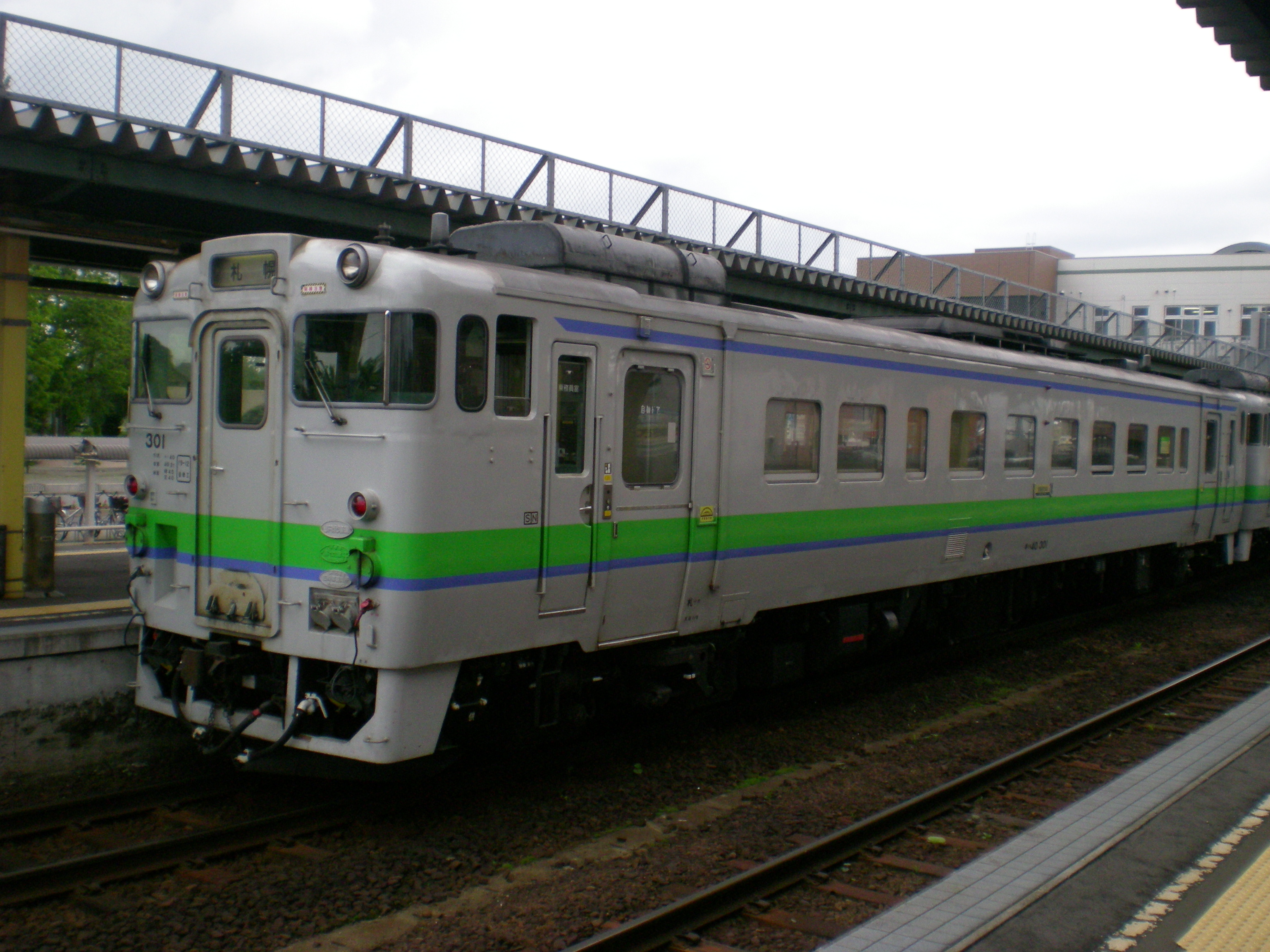
マヤ35とペアを組むキハ40 301
（事業用車化改造前）

札幌運転所に所属し、基本的に苗穂運転所所属の前方監視カメラと建築限界測定装置を設置した専用のキハ40形気動車（301・304）で挟んでJR北海道管内在来線の検測に用いられている。この場合、本車の設計最高速度は110 km/h であるが、キハ40形の性能から95 km/h で走行する。
検測は本線・副本線については特急列車運転線区は年4回、その他は年2回実施されている。
また、道南いさりび鉄道・海峡線（五稜郭駅 - 新中小国信号場）を走行する場合、保安装置等の問題からマヤ35形単体の両端にJR貨物所属のEH800形電気機関車を連結して走行している。